# Cartodere bifasciata
Cartodere bifasciata is een keversoort uit de familie schimmelkevers (Latridiidae). De wetenschappelijke naam van de soort werd in 1877 gepubliceerd door Edmund Reitter.